# Kurd
Kurd  è un comune dell'Ungheria centro-meridionale di 1 344 abitanti (dati 2001). È situato nella contea di Tolna.